# Acrocercops rhombocosma
Acrocercops rhombocosma är en fjärilsart som beskrevs av Edward Meyrick 1911. Acrocercops rhombocosma ingår i släktet Acrocercops och familjen styltmalar.
Artens utbredningsområde är Seychellerna. Inga underarter finns listade i Catalogue of Life.